# 新界區專線小巴308M線
新界區專線小巴308M線是由棉記汽車營運的一條香港小巴線，行走浪翠園及青衣站，部份班次來回程繞經青嶼幹線訪客中心。雖然運輸署官方資料稱為循環線，不過乘客在到達浪翠園時必須全部下車，實施上是一條兩邊總站的路線。
新界區專線小巴308A線是由棉記汽車營運的一條香港小巴線，行走碧堤半島及青衣站，袛於早上繁忙時間提供服務，為308M的輔助線。

## 簡介及歷史
308M
- 1999年10月1日：路線投入服務。
- 2003年：部份班次來回程繞經青嶼幹線訪客中心，以取代專線小巴309M的服務。[1]
- 2006年7月17日：增設本線轉乘96、96M往來青龍頭的八達通轉乘優惠。[2]
- 2012年10月14日，調整收費至$7.2
- 2017年4月，調整收費至$8.4

308A
- 2003年：路線投入服務。
- 2005年1月10日：來回程改經青衣北岸公路，不經長青公路及青衣西路。[3]
- 2008年：改為袛於早上繁忙時間提供服務。
- 2022年2月21日: 往青衣站方向改為星期一至五上午6:30至8:30提供服務，而往碧堤半島方向改為星期一至五上午6:45至8:15提供服務，往青衣站方向回復行經長青公路、青衣西路及楓樹窩路，不經青衣北岸公路。[4]

## 特點
- 由於本線取道汀九橋及或青衣北岸公路特快往來深井及青衣，加上往來深井及青衣的乘客較往來荃灣的少，因此收費亦較往來荃灣的專線小巴路線高，班次亦較疏（繁忙時段10分鐘一班，為雙位數字）。

## 行車路線
| 浪翠園開 | 浪翠園開         | 浪翠園開         | 青衣站開 | 青衣站開         | 青衣站開         |
| 序號     | 車站名稱         | 位置             | 序號     | 車站名稱         | 位置             |
| -------- | ---------------- | ---------------- | -------- | ---------------- | ---------------- |
| 1        | 浪翠園小巴總站   | 浪翠園小巴總站   | 1        | 青衣站小巴總站   | 青衣站小巴總站   |
| 2        | 浪翠園第2期      | 浪翠園通道       | 2        | 長安邨安湄樓     | 青敬路           |
| 3        | 浪翠園第3期      | 浪翠園通道       | 3        | 長亨邨亨翠樓     | 青衣西路         |
| 4        | 馬灣碼頭         | 青山公路深井段   | 4        | 青華苑           | 青衣西路         |
| 5        | 深井村           | 青山公路深井段   | A        | 青嶼幹線訪客中心 | 青衣西北交匯處   |
| 6        | 海韻花園         | 青山公路深井段   | B        | 碧提半島小巴總站 | 碧提半島小巴總站 |
| B        | 碧提半島小巴總站 | 碧提半島小巴總站 | 5        | 碧堤半島         | 青山公路深井段   |
| A        | 青嶼幹線訪客中心 | 青衣西北交匯處   | 6        | 深井村           | 青山公路深井段   |
| 7        | 青華苑           | 青衣西路         | 7        | 馬灣碼頭         | 青山公路深井段   |
| 8        | 長亨邨亨翠樓     | 青衣西路         | 8        | 浪翠園第3期      | 浪翠園通道       |
| 9        | 灝景灣           | 青敬路           | 9        | 浪翠園第2期      | 浪翠園通道       |
| 10       | 青衣站小巴總站   | 青衣站小巴總站   | 10       | 浪翠園小巴總站   | 浪翠園小巴總站   |

- 青綠色底的車站(序號為A者)繞經青嶼幹線訪客中心之班次；而粉紅色底的車站(序號為B者)僅308A線停靠

## 服務時間、班次及收費
308M線小巴常規服務之服務時間分別為每日上午6時15分至下午11時正（青衣站開）及每日上午6時半至下午11時10分（浪翠園開），兩個方向之發車時間皆為約10至12分鐘一班；至於其繞經青嶼幹線訪客中心之班次，兩個方向於星期一至六之服務時間皆為上午10時正至下午4時正，而星期日及公眾假期之服務時間分別是上午9時半至下午6時半（青衣站開）及上午10時正至下午7時正（浪翠園開），兩個方向之發車時間皆為1小時一班。
308M線之全程收費為$8.4，並在沒有得到運輸署批准下私下實施浪翠園往返深井的$4雙向現金分段收費，意在與九龍巴士的234A及234B競爭。
至於308A線，其服務時間，不論方向，皆是每日上午6時半至8時半，而兩個方向之發車時間皆為半小時一班。308A線之全程收費為$6.5。

### 八達通轉乘優惠
- 憑同一張八達通卡乘搭本線往浪翠園方向，於登車後45分鐘內在青山公路（深井）轉乘96、96M往青龍頭，或乘搭由青龍頭乘搭96、96M往荃灣方向，於青山公路（深井）轉乘本線往青衣鐵路站方向，次程可獲$1.1優惠。請注意由青龍頭上車時必須向車長指明於深井下車，以便車長調校八達通機至$3.1收費，方可享有轉乘優惠。